# Лимане, Мусса
Мусса Лимане (род. 7 мая 1992 года) — центрально-африканский футболист, нападающий. Выступал за сборную ЦАР.

## Карьера
До 2015 года выступал в африканских клубах, в Судане и ЦАР.
Сезон 2015 года провёл в казахстанской первой лиге в составе «Кызылжара» из Петропавловска.
В 2016 году перешёл в «Каспий» из Актау.
С 2013 года выступает в составе национальной сборной ЦАР.